# Crișan (Constanța)
Crișan (antiguamente Capugi) es una localidad rumana de la comuna de Crucea, en el condado de Constanța.

## Toponimia
El antiguo nombre del lugar puede encontrarse escrito con grafías como Capugi y Capugiu. Pasó a llamarse Crișan.

## Historia
Hacia comienzos del siglo XX, la localidad, que ya por entonces pertenecía al condado de Constanța, formaba parte de la comuna de Șiriu y tenía contabilizada una población, formada por búlgaros y rumanos, de 538 habitantes.
En la segunda mitad del siglo XX la localidad había pasado a formar parte de la comuna de Crucea. En el censo de 2021 la localidad tenía una población de 322 habitantes.